# Risoluzioni di Orangetown
Le Risoluzioni di Orangetown (in inglese Orangetown Resolutions) furono adottate il 4 luglio 1774, esattamente due anni prima dell'adozione della Dichiarazione d'indipendenza degli Stati Uniti d'America. Le risoluzioni furono l'espressione di un movimento diffuso di proteste cittadine e provinciali contro gli Intolerable Acts promulgati dal Parlamento britannico nel 1774.
Le risoluzioni furono adottate presso la casa di Yoast Mabie, una casa coloniale olandese a Tappan, New York, nella città di Orangetown nella contea di Rockland. La casa fu demolita nel 1835.

## Contenuto
Segue il contenuto delle risoluzioni:
1st, That we are and ever wish to be, true and loyal subjects to his Majesty George the Third, king of Great Britain.
2nd, That we are most cordially disposed to support his majesty and defend his crown and dignity in every constitutional measure, as far as lies in our power.
3rd, That however well disposed we are towards his majesty, we cannot see the late acts of Parliament imposing duties upon us, and the act for shutting up the port of Boston, without declaring our abhorrence of measures so unconstitutional and big with destruction.
4th, That we are in duty bound to use every just and lawful measure to obtain a repeal of acts, not only destructive to us, but which, of course, must distress thousands in the mother country.
5th, That it is our unanimous opinion that the stopping of all exportation and importation to and from Great Britain and the West Indies would be the most effectual method to obtain a speedy repeal.
6th, That it is our most ardent wish to see concord and harmony restored to England and her colonies.
7th, That the following gentlemen, to wit: Colonel Abraham Lent, John Haring, Esquire, Mr. Thomas Outwater, Mr. Gardner Jones, and Peter T. Haring, may be a committee for this town to correspond with the City of New York, and to conclude and agree upon such measures as they shall judge necessary in order to obtain a repeal of said acts.»
1. Che siamo e vogliamo sempre essere sudditi fedeli e leali di Sua Maestà Giorgio III, re di Gran Bretagna.
2. Che siamo cordialmente disposti a sostenere Sua Maestà e a difendere la sua corona e la sua dignità con ogni mezzo costituzionale, per quanto nelle nostre possibilità.
3. Che per quanto ben disposti siamo verso Sua Maestà, non possiamo vedere le recenti leggi del Parlamento che impongono dazi su di noi e la legge che chiude il porto di Boston, senza dichiarare il nostro aborrimento verso misure così incostituzionali e disastrose.
4. Che abbiamo il dovere di usare ogni misura giusta e legittima per ottenere l'abrogazione di leggi che non solo sono distruttive per noi, ma che naturalmente porteranno alla miseria migliaia di persone nella madrepatria.
5. Che è nostra opinione unanime che la sospensione di tutte le esportazioni e importazioni da e verso la Gran Bretagna e le Indie occidentali sarebbe il metodo più efficace per ottenere una rapida abrogazione.
6. Che è nostro ardente desiderio vedere ripristinata la concordia e l'armonia tra l'Inghilterra e le sue colonie.
7. Che i seguenti gentiluomini, vale a dire: Colonnello Abraham Lent, John Haring, Esquire, Sig. Thomas Outwater, Sig. Gardner Jones e Peter T. Haring, possano formare un comitato per questa città per corrispondere con la Città di New York, e per concludere e concordare sulle misure che riterranno necessarie per ottenere l'abrogazione di dette leggi.»